# Rapport du Grütli
Le Rapport du Grütli désigne une cérémonie militaire qui a eu lieu le 25 juillet 1940 sur la prairie du Grütli en Suisse. Le général Henri Guisan à la tête de l'armée suisse, réunit l'ensemble des commandants supérieurs de troupes, à partir du grade de major, pour faire état de la situation en Suisse, expliquer la stratégie à venir et rappeler la volonté d'indépendance du pays face aux puissances de l'Axe.

## Contexte
Le rapport eut lieu quelques semaines après des évènements plongeant la Suisse (encerclée par l'Italie, l'Allemagne, l'Autriche) dans le doute. L'impression de la fin de la guerre et de la conclusion de la paix gagna les militaires suisses. La défaite française en juin 1940 et l'avancée allemande avaient amené l'armée à prendre des mesures. Désormais tous les pays limitrophes étaient aux mains des forces de l'Axe. Après la seconde mobilisation générale de mai 1940 (la première s'étant déroulée en septembre 1939), l'armée se regroupa et certaines unités se replièrent dans le Réduit national. 
Un autre évènement, politique cette fois-ci, poussa le général à remotiver ses troupes. Le 25 juin 1940, le président de la Confédération Marcel Pilet-Golaz fit une allocution accueillie de manière très partagée par la population qui voyait dans les termes utilisés le défaitisme : « L'Europe doit trouver, avant de reprendre essor, son nouvel équilibre ».  Il y invitait le peuple à « suivre le Conseil fédéral comme un guide sûr et dévoué, qui ne pourra pas toujours expliquer, commenter, justifier ses décisions »,.  

## Déroulement

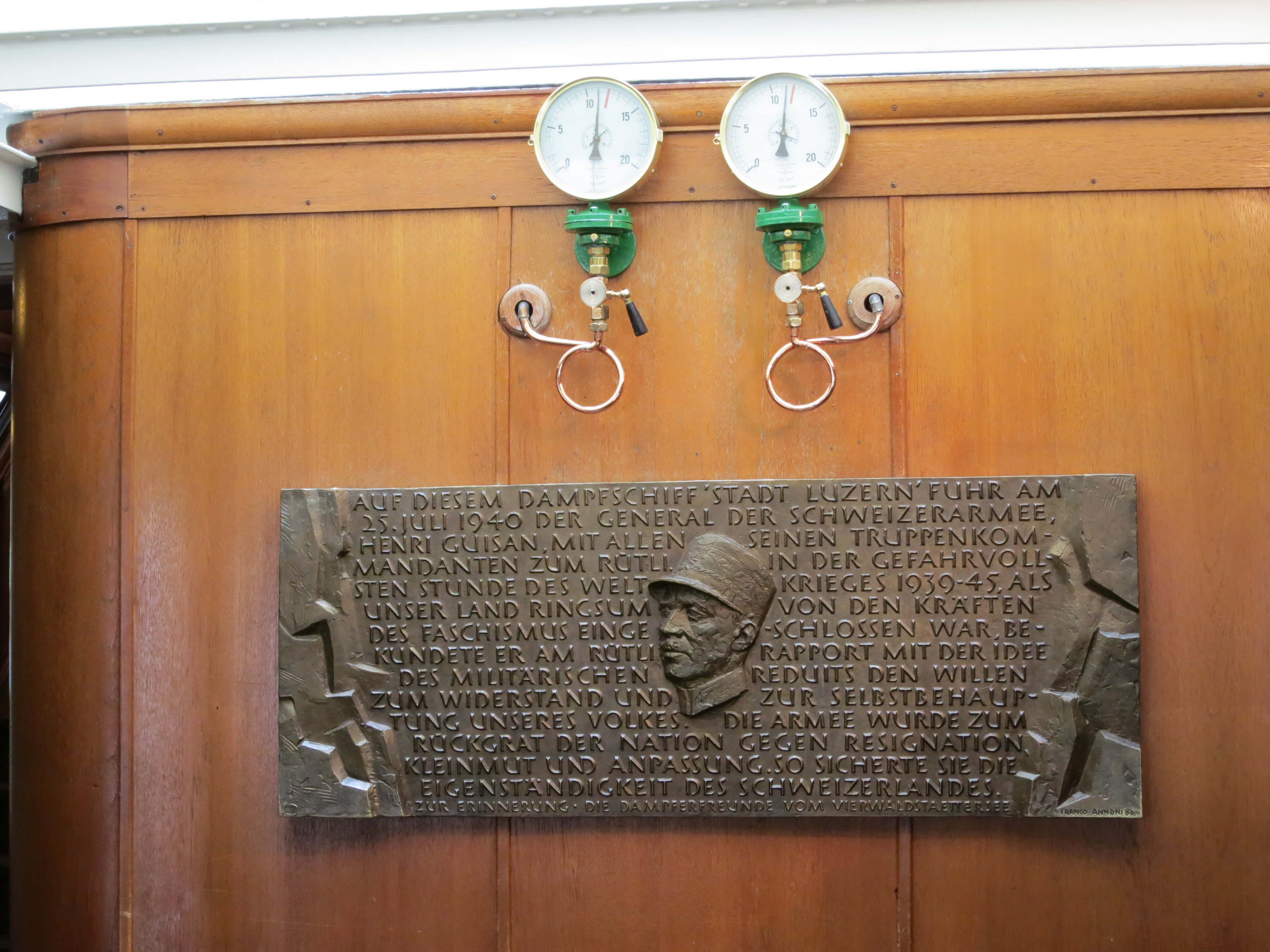
Plaque posée en souvenir du Rapport du Grütli sur le bateau Stadt Luzern.

Les 300 officiers (les commandants des troupes d'armes combattantes) prirent des bateaux à vapeur depuis Lucerne et traversèrent le lac des Quatre Cantons avant d'arriver au Grütli. Ils se rassemblèrent en « à moi » face au général Guisan et devant le drapeau du bataillon de fusiliers de montagne 87 d'Uri. Le général aborda l'organisation des défenses et la stratégie mise en place pour résister. Il introduisit son discours en rappelant le danger guettant la Suisse et la volonté ferme de résister :

« J'ai tenu à vous réunir en ce lieu historique, terre symbolique de notre indépendance, pour vous mettre au courant de la situation et vous parler de soldat à soldats. Nous sommes à un tournant de notre histoire, il s'agit de l'existence même de la Suisse. Ici, soldats de 1940, nous nous inspirerons des leçons et de l'esprit du passé pour envisager résolument le présent et l'avenir du pays, pour entendre l'appel mystérieux qui monte de cette prairie. Aussi longtemps qu'en Europe, des millions d'hommes demeurent sous les armes et que des forces considérables peuvent nous attaquer d'un moment à l'autre, l'armée doit rester prête. Quoi qu'il arrive, les travaux que vous avez effectués n'ont rien perdu de leur valeur, vos sacrifices n'ont pas été vains puisque nous sommes toujours maîtres de notre destin. N'écoutez pas ceux qui sont mal renseignés ou mal intentionnés, ceux qui par ignorance ou par intérêt vous incitent à douter. Croyez non-seulement à notre bon droit mais à notre force et, si chacun le veut, à l'efficacité de notre résistance. »

— Général Henri Guisan.
Le message passé par le général ne contenait pas de critiques à l'égard des instances politiques, contrairement à ce qui était prévu au départ.

## Mesures militaires
La frontière devait être défendue par des unités à l'effectif réduit. Les Préalpes suisses devaient être occupées par un contingent plus important et finalement les Alpes devaient supporter le gros de la troupe selon le concept du Réduit national. L'objectif était de résister au maximum et d'avoir une force de dissuasion suffisante pour qu'un éventuel envahisseur ne trouve qu'un intérêt limité dans l'occupation de la Suisse. Un conflit de type guérilla sur le terrain difficile que sont les montagnes suisses semblait être, aux yeux de l'état-major suisse, suffisamment décourageant pour que l'Allemagne ne tente pas une incursion sur les terres helvétiques. 
Lors du discours, le général expliqua le but de l'« ordre d'opérations no 12 », une missive préparée par le lieutenant-colonel EMG Gonard et diffusée quelques jours avant, le 16 juillet 1940. La stratégie visait « à garder en main les passages alpestres ». Le général ajouta : 
« Leur destruction serait, soit notre première manœuvre au cas où nous aurions intérêt à priver, à titre préventif, ceux qui convoiteraient l'usage de ces voies ; soit notre ultime manœuvre, celle qui aurait couronné notre résistance parvenue à son terme. »

## Conséquences
Le sentiment général fut une satisfaction de connaître enfin la vision militaire prévue pour un proche avenir. L'initiative du général Guisan permit de souder les liens au sein de l'armée et resta auprès de la population comme un symbole de l'unité helvétique.  Le ministre d'Allemagne, M. Köcher, envoya le 30 juillet un télégramme à Berlin pour aviser le ministre des Affaires étrangères du communiqué de Guisan. Köcher mentionna que « cette étonnante manifestation n'a aucune raison d'être » tout en se demandant « s'il ne serait pas opportun que les puissances de l'Axe effectuent séparément ou en commun une démarche au contenu semblable et dans le cadre de laquelle serait exprimé notre étonnement d'une nouvelle provocation de l'opinion publique suisse contre l'Allemagne et l'Italie ». Köcher estimait que la manifestation organisée par Guisan était « déplacée ». Le 13 août 1940, le vice-président du Conseil fédéral, Philipp Etter, rencontra les ministres d'Allemagne et d'Italie à Berne. Il affirma que les propos de Guisan avaient été mal interprétés à Berlin et que le but n'était pas de « dresser le peuple suisse contre les puissances de l'Axe ». Köcher déclara que « la présence de troupes allemandes près de la frontière ne devait pas donner lieu à des inquiétudes ».